# 베스테르보텐 공작 구스타프 아돌프 왕자
베스테르보텐 공작 구스타프 아돌프 왕자(Prince Gustaf Adolf, Duke of Västerbotten, 1906년 4월 22일 ~ 1947년 1월 26일)는 스웨덴 왕위 계승 서열 2위였던 스웨덴의 왕자였다. 그는 아들의 생애 대부분을 왕세자로 지냈고 아들이 죽은 지 3년 만에 스웨덴 왕위에 오른 구스타프 6세 아돌프의 장남이었다. 현 국왕인 칼 16세 구스타프는 구스타프 아돌프 왕자의 아들이다. 1947년 1월 26일 덴마크 코펜하겐 카스트룹 공항에서 비행기 사고로 사망했다.